# Bernhard von Eskeles

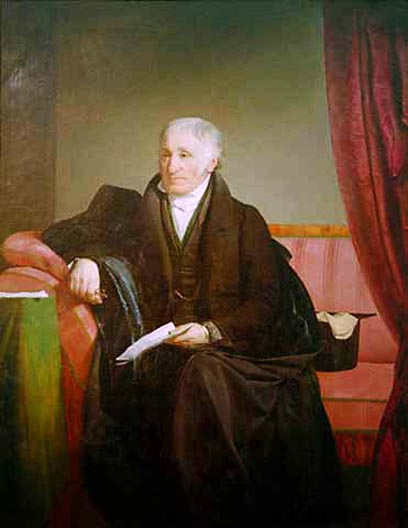
Bernhard Freiherr von Eskeles, porträtiert von Friedrich von Amerling, 1832

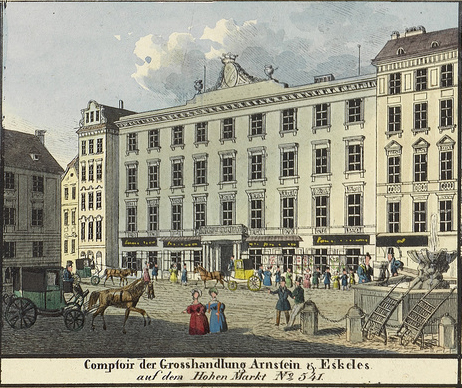
Comptoir der Grosshandlung Arnstein & Eskeles am Hohen Markt in Wien (ca. 1830–1840)

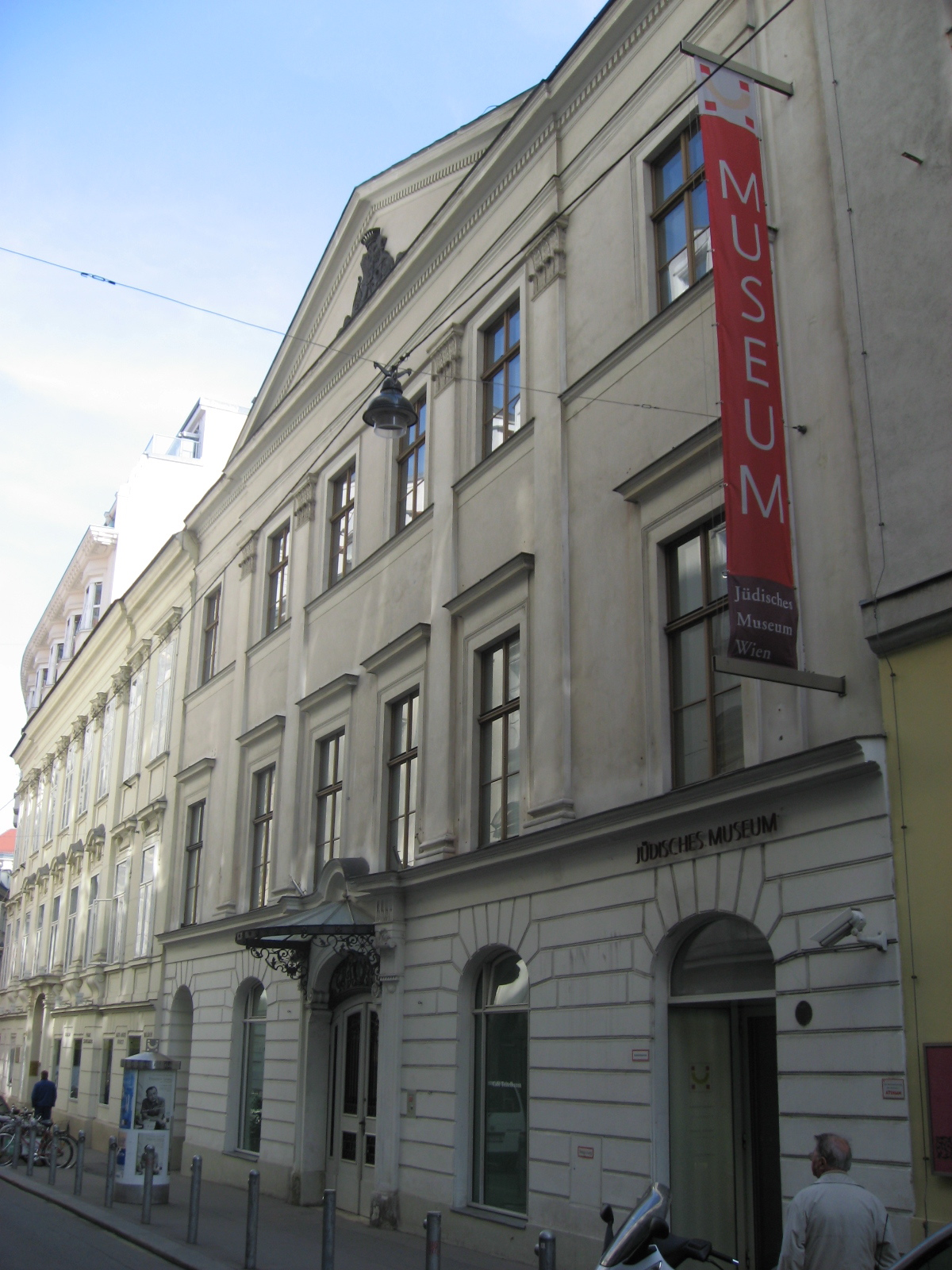
Palais Eskeles

Bernhard Freiherr von Eskeles (1797 geadelt, seit 1822 Freiherr; * 12. Jänner 1753 in Wien; † 7. August 1839 in Hietzing bei Wien) war ein österreichischer Bankier.

## Leben
Bernhard Eskeles war der Sohn eines Rabbiners. Er absolvierte seine Ausbildung in Amsterdam. 1785 wurde er Teilhaber des von Isaak Arnstein gegründeten Bankhauses, das zu dieser Zeit von dessen Enkel Nathan Adam Arnsteiner geleitet wurde. Nach dem Austritt des dritten Teilhabers Salomon Herz 1805 firmierte das Bankhaus als Arnsteiner & Eskeles. Einen Namen machte er sich als Berater von Joseph II. und Franz II. bzw. I. Eskeles war 1816 Mitbegründer der Oesterreichischen Nationalbank und wurde deren Direktor. 1819 engagierte er sich ebenfalls bei der Gründung der Ersten österreichischen Spar-Casse, der ältesten Sparkasse des Landes. Eskeles setzte sein Privatvermögen, das durch seine Ehe mit Cäcilie, geb. Itzig, gesch. Wulff, einer Tochter Daniel Itzigs und Schwägerin seines Kompagnons Arnsteiner, bedeutend vermehrt wurde, ein, um dem österreichischen Staat in den französischen Kriegen Millionenbeträge zu leihen. Aus diesem Grund wurde er 1811 zum Ritter und 1822 zum Freiherrn erhoben.
Bernhard und Cäcilie von Eskeles hatten zwei Kinder:
- Maria Anne Cäcilia Freiin von Eskeles (1802–1862) ⚭ Franz Graf von Wimpffen (1797–1870), k. k. Feldzeugmeister
- Daniel (Denis) Bernhard Freiherr von Eskeles (1803–1876), letzter Chef des Bankhauses Arnstein & Eskeles ⚭ Emilie Freiin von Brentano-Cimaroli-Visconti (1809–1880)

In seinem ehemaligen Palais ist jetzt das Jüdische Museum der Stadt Wien untergebracht. Eskeles wurde auf dem Jüdischen Friedhof Währing begraben.